# Hermonassa nycticorax
Hermonassa nycticorax är en fjärilsart som beskrevs av Charles Boursin. Hermonassa nycticorax ingår i släktet Hermonassa och familjen nattflyn. Inga underarter finns listade i Catalogue of Life.